# Étienne de Suisy

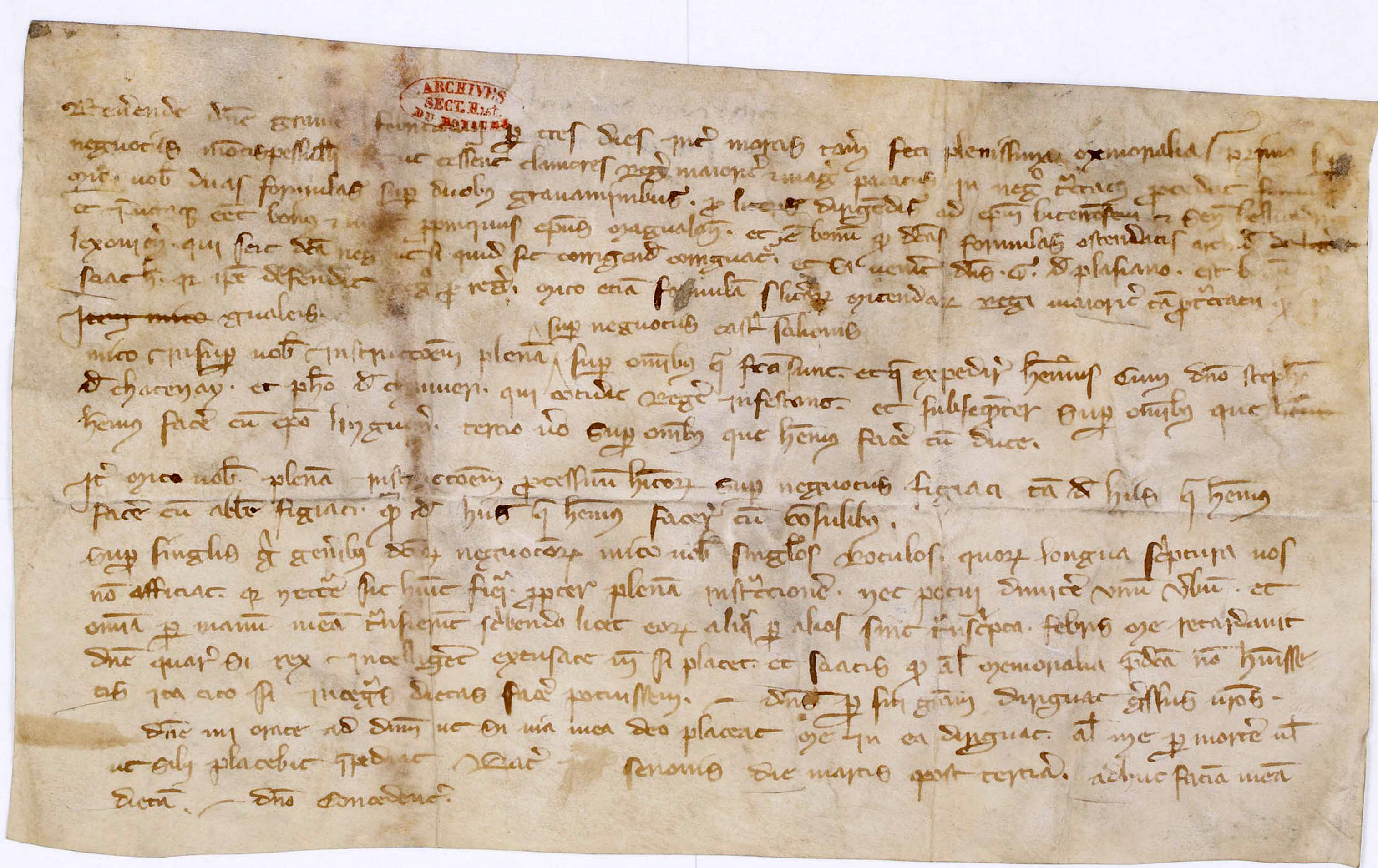
Lettre autographe de Guillaume de Nogaret à Etienne de Suisy Archives Nationales AE-II-1713

Étienne de Suisy, alias  Stéphane de Suzy, alias  Etienne de Paris (1), est issu  des seigneurs de Suzy (Suzy : bourg sis à 12 km à l'ouest de la ville de Laon, en Aisne).  Etienne de Suisy, le cardinal de Bruges, est un cardinal français né  à Suisy (= Suzy) près de Laon en Picardie et mort le 10 décembre 1311 à Vienne.
(1) :  M. Douet d'Arcq, Archives de l'Empire, Collection de sceaux, 1ère partie, tome II, Henri Plon, impr.-Edit., Paris 1867, Rubrique du sceau n°6174. Le sceau d'Etienne de Suisy de l'an 1307, le mentionne ''Etienne de Paris'' et son contre-sceau le mentionne ''Stephani  de Suzi''

## Repères biographiques
Etienne fit sans doute ses premières études à l'abbaye Saint-Jean-de-Laon et ses progrès dans les lettres et les sciences lui valurent une réputation méritée. On le pourvut de la dignité d'archidiacre de Bruges dans l'église de Tournai.  Il sera élu évêque de Tournai en 1300, mais son élection ne sera jamais confirmée.
Le roi Philippe-le-Bel l'appela à sa cour : Étienne de Suisy fut garde des sceaux, vice-chancelier du roi de France et chancelier de France de 1302 à 1304. 
De Suisy est créé cardinal - prêtre  de Saint-Cyriaque des Thermes par Bertrand de Goth, évêque de Bordeaux, devenu  le pape Clément V lors du consistoire du 15 décembre 1305. 
Etienne suivit le pape à Bordeaux puis vint traiter quelques affaires importantes et décider avec le roi d'une entrevue qui se tint à Poitiers en 1307 : le 1er juin 1307 toujours à Poitiers, il appendit son sceau à une ratification de la paix conclue entre le roi de France et le comte de Flandre. Après Poitiers, le cardinal Etienne et deux de ses collègues se rendirent à Chinon pour interroger le grand maître du Temple, le visiteur de France, les commandeurs de Chypre, d'Aquitaine et de Normandie, au sujet des crimes dont on accusait l'ordre des Templiers.
Le cardinal de Suisy était prieur d'Ispagnac en 1307 et  camerlingue du Collège des cardinaux en 1310-1311.
La suppression de l'ordre des Templiers fut décidée au concile de Vienne ; Etienne de Suzy mourut dans cette dernière ville (décembre 1311) et selon ses dernières volontés, on inhuma son corps dans l'église de Saint-Jean-de-Laon.(2)
(2) : Mémoires de la Société académique de Saint-Quentin, 4e série, tome XII,  Impr. Ch Poette, Saint-Quentin 1897, p. 242-243.